# 5-та окрема бригада спеціального призначення (Білорусь)

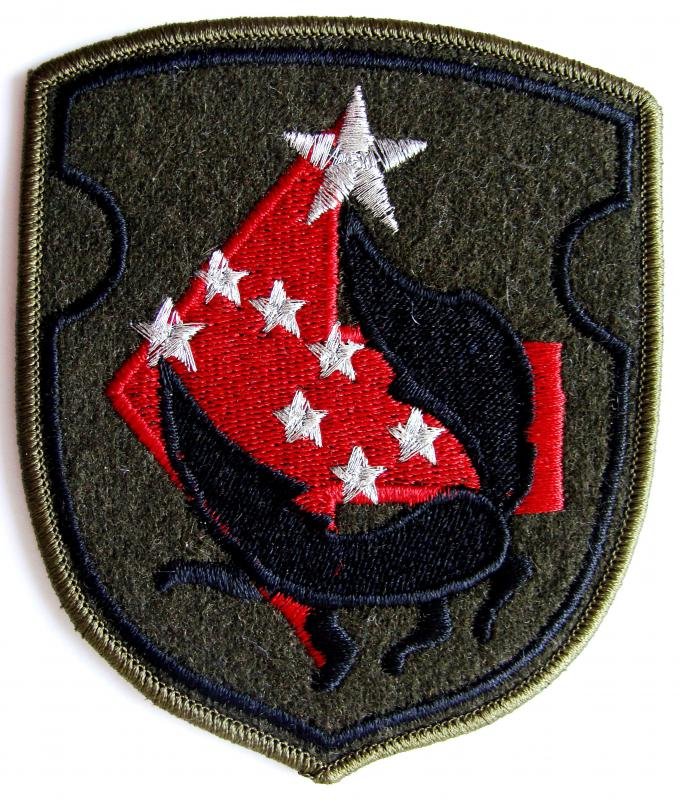

5-та окрема бригада спеціального призначення — військове формування Командування Сил спеціальних операцій Збройних сил Білорусі (ССО ЗСБ). Дислокована у місті Мар'їна Горка Пуховицького району Мінської області.

## Історія

### Бригада у складі ЗС СРСР
1963 року сформована 5-та спеціальна бригада ГРУ Генштабу ЗС СРСР.
1978 року перейменована на 50ту окрему бригаду спеціального призначення ГУР ЗС СРСР.
У січні-березні 1990 року брала участь у придушенні національного виступах у Нагірному Карабасі й Вірменії.

### Бригада у складі ЗС Білорусі
5 грудня 1992 року бригада присягнула народу Білорусі.
2004 року створено Управління Сил спеціальних операцій Генерального штабу Збройних Сил Білорусі.
2007 року на базі управління ССО ГШ ЗСБ створено Командування Сил спеціальних операцій Збройних сил Білорусі.
У серпні 2020 року 5-та окрема бригада спеціального призначення брала участь у придушенні протестів у Білорусі. 11 серпня Геннадій Шутов був застрелений у Бересті капітаном 5-Ї окремої бригади спецпризначення Романом Гавриловим.